# 腰痛

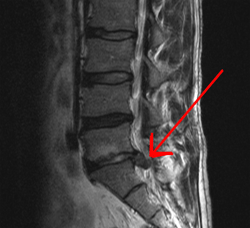
腰痛の原因の一つである椎間板ヘルニア

腰痛（ようつう、Low back pain）とは、腰に痛みや張り、しびれ、違和感などを感じる状態を指す一般的な語句。 その期間によって、急性（6週間まで）、亜急性（6-12週間）、慢性（12週間以上）に分類される。
大部分の腰痛はたいてい発症から数週間以内には症状が軽減され、40-90%のケースでは6週間後までに症状が気にならなくなる。しかし急性患者の3分の1は一年後には慢性化し、5分の1は活動に重大な支障をきたす重度になる。
急性・亜急性期における治療の第一選択肢には、皮膚表面の加熱、マッサージ、鍼脊柱操作といった非薬物療法が推奨される。患者の大部分は治療の有無と関わらず時間と共に改善されるためである。薬物療法を行う際には、非ステロイド性抗炎症薬（NSAIDs）または骨格筋弛緩薬が推奨される。
疾病コストは医療費のほか、失業、生産性低下といった面でも大きい。任意の時点にて、人口の9-12%（6億3200万人）が腰痛を抱えており、またおおよそ25%の人々が過去1か月以内に腰痛を経験している。およそ40%の人々は人生に一度は腰痛を経験するとされ、この割合は先進国においては80%まで上昇する。男女差は見られない。発症が始まるのは、おおよそ20-40歳頃とされている。腰痛を最も抱えている年代は40-80歳であり、年齢が高くなるほど高率である。

## 種類

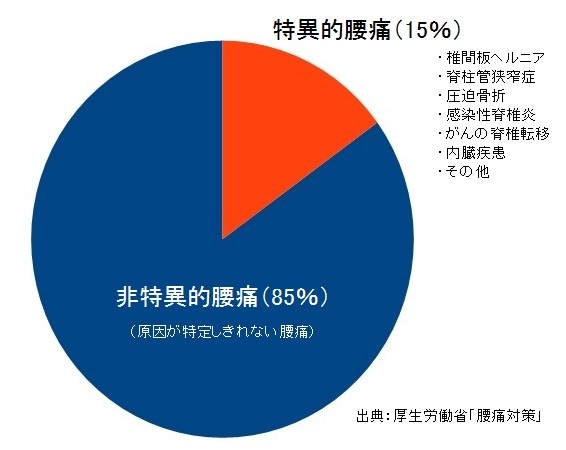
腰痛全体に占める非特異的腰痛の割合（厚生労働省による）

腰痛のうち、骨折・感染症・がん・変性疾患など、原因のはっきりしているものは15%ほどであり、残りの85%ほどは、原因のはっきりしない非特異的腰痛である。画像検査で異常所見が認められても、それが腰痛の原因であるとは限らない。

### 非特異的腰痛
非特異的な腰痛の責任部位は、腰ではなく脳である。非特異的腰痛では、脳の視床は活性化されず、前頭葉の一部だけが活性化される（Northwestern大学のVania Apkarian博士）。これに対して、腰部打撲による急性腰痛では、腰部からの痛みの情報は、脳の視床に入って視床が活性化され、さらに脳のその他の部位が活性化される（このように、全ての感覚性情報は、いったん視床に入り、その後に脳の各部位に伝達される）。非特異的腰痛の場合では、末梢（腰）や視床は、腰の痛みにあまり関与していない。

### 特異的腰痛
痛みの原因が骨格や筋組織以外の腰部の消化器系臓器や尿路・泌尿器系臓器の疾病による場合もある。
特異的腰痛の場合は、各疾患ごとに、それぞれの特異的な治療を必要とする。例えば腰椎の圧迫骨折では、骨折箇所を一定期間固定し、鎮痛剤を投与し、基盤にある骨粗しょう症を治療する必要がある。手術が必要な場合もある。
なお、一般的に言えば、病歴聴取と体の診察により、可能性のある特異的疾患を排除することができるので、画像診断などのお金のかかる検査は、慢性化した場合や治療に抵抗する場合に後日行うまで、通常は、差し控えておくべきである。
| 主な病名                  | 状態                                        | 症状                    | 症状               | 症状                      | 症状                  | 検査 | 検査                   | 検査             | 主な原因                                  |
| 主な病名                  | 状態                                        | 腰                      | 腰                 | 脚                        | 他                    | MRI  | レントゲン             | 他               | 主な原因                                  |
| ------------------------- | ------------------------------------------- | ----------------------- | ------------------ | ------------------------- | --------------------- | ---- | ---------------------- | ---------------- | ----------------------------------------- |
| 急性腰痛症 （ぎっくり腰） | 筋肉痛、腰椎捻挫                            | 腰痛                    |                    |                           |                       |      | 確定できない           |                  | 老化 作業姿勢 重量物を運搬 激しい運動など |
| 腰部椎間板症              | 椎間板の変形                                | 腰痛                    | 長時間立つとつらい |                           |                       | 必要 | 確定できない           |                  | 老化 作業姿勢 重量物を運搬 激しい運動など |
| 椎間板ヘルニア            | 椎間板が変形により突出                      | 腰痛                    | 痛みの増大         | 痛み しびれ               | 排泄障害 (重度の場合) | 確定 | 確定できない           | 下肢伸展挙上検査 | 老化 作業姿勢 重量物を運搬 激しい運動など |
| 腰部脊柱管狭窄症          | 椎間板突出による 脊椎・脊柱管の変形         | 腰痛                    | 起床時も痛い       | 痛み しびれ 麻痺 間欠跛行 | 排泄障害 (重度の場合) | 確定 | 確定できない           | ミエログラフィー | 老化 作業姿勢 重量物を運搬 激しい運動など |
| 変形性脊椎症              |                                             | 腰痛                    |                    |                           |                       |      | 椎骨間隙が狭小化。骨棘 |                  | 老化 作業姿勢 重量物を運搬 激しい運動など |
| 骨粗鬆症                  |                                             | 腰痛                    |                    |                           |                       |      | 骨が薄くなる           | 骨量測定         | 高齢、閉経                                |
| 腰椎 圧迫骨折             | 骨折                                        | 腰痛                    |                    |                           |                       | 新旧 | 楔（くさび）形の変形   | 核医学的検査     | 骨粗鬆症                                  |
| 感染性脊椎炎              | 感染                                        | 腰痛                    | 棘突起叩打痛       |                           | 発熱                  |      |                        | 体温測定         | 免疫低下、手術 糖尿病、高齢               |
| 心因性腰痛                | 神経症 心身症 うつ病                        | 腰痛                    |                    |                           |                       |      |                        | 質問紙           | 怒り 不安 ストレス                        |
| 腫瘍                      | 良性腫瘍、悪性腫瘍 (早期の専門医受診が必要) | 痛みの増大 安静時も痛み | 痛み しびれ        | 四肢の麻痺 (重度の場合)   |                       |      |                        |                  | 腫瘍                                      |

椎間板ヘルニアや脊柱管狭窄は、老人には非常にありふれており、画像診断でほとんどの老人には認められるが、たいていの場合には、それは腰痛の原因ではない。それは、しばしば手術を行う根拠にされるが、その手術が成功して最終的に腰痛が軽快することはまれである。
椎間板ヘルニアは、その9割が自然に治癒する。
痛みには、筋肉由来の緊張性腰痛と、鈍い痛みを伴う慢性の腰痛がある。

### 緊張性腰痛（筋肉を原因とした、筋筋膜性腰痛）
筋肉などに過度なストレスが掛かることで、筋肉が緊張することで引き起こされる腰痛である。過度なストレスを強いられると、交感神経は常に優勢になり活発化し緊張を強いられ、余計な他の筋肉などにも力が入る。すると崩れたバランスを調節しようと腰の筋肉に負担が大きくなり、腰痛が発生する。

### 慢性腰痛
腰痛が、3か月以上継続する場合、慢性腰痛という。慢性腰痛では、不安やストレスなどの心因性因子の関与が大きい。急性腰痛から慢性腰痛への移行は、しばしばイアトロジェニックである。

### 心因性腰痛
ある調査によれば、腰痛患者のうち38%には、心理学的障害が認められた。福島県立医大の整形外科と精神科は、共同で、心因性腰痛であるかどうかを判定する簡単な質問紙BS-POPを作成している。心因性腰痛である場合は、心身症、または神経症、またはうつ病の治療が奏功することがある。
ニューヨーク大学のSarno医師は、腰痛を心身症として治療し、半数以上の患者で効果があったと主張している。そして「腰痛の多くは、腰に原因があるのではなく、脳に原因がある。怒りや不安やストレスが原因である。それに気が付いて直面すれば、腰痛は治る」と主張している。
作家の夏樹静子氏は、長年の腰痛を心身症として治療して軽快した。

### その他
緊急性の高い腰痛としては、致死性の高い腹部大動脈瘤・大動脈解離、場合によっては致死性になる腎梗塞・急性膵炎、排尿・排便が困難になることもある馬尾症候群などが挙げられる。
注意を要する腰痛例は、
- 脊椎感染症
  - 化膿性脊椎炎、結核性脊椎炎、硬膜外膿瘍、椎間板炎
- 悪性腫瘍
  - 多発性骨髄腫、腫瘍骨転移
- 腹部感染症
  - 腸腰筋膿瘍、大腸憩室炎、腎盂腎炎

## 非特異的腰痛を来たしやすい要因
- 精神的要因（職場への不満、不安、ストレス、抑うつ）[10]
- 肥満（BMI高値）
- 妊娠後期（出産にて腰痛は軽快する）
- 年齢（35歳から55歳）
- 腰に負担のかかる職業（重量物の運搬、介護職、職業運転手）
- 運動不足[24]

左右の脚長差は、あまり腰痛の原因にならない。腰痛の男女差は大きくない。「気分が沈みがち」とか「不安でじっとしていられない」人は、そうでない人に比べて30倍も腰痛になりやすい（スタンフォード大学Eugene Carragee博士）。

## 原因
欧州におけるガイドラインによれば、腰痛は、疾患ではなく、症状である。ただし、非特異的腰痛は、症状ではなくて、一つの病気であるという考えがある。
腰部に負担のかかる動作による腰椎・椎間板・神経などの障害は、腰痛の原因となる。また、腫瘍などの特異的疾患による障害は、腰痛の原因となる。また、ストレスによる精神的障害は、腰痛の原因となる。

### 腰部に負担のかかる動作による脊椎・腰椎・神経などの障害
1976年3月、整形外科医ナッケムソンは、腰痛の原因を腰部に負担のかかる動作と解明した。
1999年、Wilkeらは、更に細かく約30通りの動作について数値を計測、ナッケムソンの研究を補足する形で追認した。
|                        | 姿勢                         | 第3/第4腰椎の間の負荷 (ナッケムソンによる) | 第4/第5腰椎の間の負荷 (Wilkeらによる) | 備考                                                 |
| ---------------------- | ---------------------------- | ------------------------------------------ | ------------------------------------- | ---------------------------------------------------- |
| 寝ている               | あお向け                     | 25                                         | 20                                    | 20分程横になると軽減する 毎日8時間横になると軽減する |
| 寝ている               | 横向き                       | 75                                         | 25                                    | 20分程横になると軽減する 毎日8時間横になると軽減する |
| 立つ                   | 直立                         | 100(基準値)                                | 100(基準値)                           |                                                      |
| 立つ                   | 腰から前屈                   | 150                                        | 220                                   | この姿勢での長時間の作業は避けるべき                 |
| 座る                   | 背もたれにリラックスして座る |                                            | 50                                    | 安楽椅子・リクライニング椅子で軽減する               |
| 座る                   | 直立                         | 140                                        | 90                                    |                                                      |
| 座る                   | 腰から前屈                   | 180                                        | 160                                   |                                                      |
| 立って20kgの物を持つ   | 直立し、ひざを伸ばす         |                                            | 220(*1)                               | この姿勢での長時間の作業は避けるべき                 |
| 立って20kgの物を持つ   | 腰から前屈し、ひざを曲げる   |                                            | 340                                   | この姿勢での長時間の作業は避けるべき                 |
| 立って20kgの物を持つ   | 腰から前屈し、ひざを伸ばす   | 375(*2)                                    | 460(*3)                               | この姿勢での長時間の作業は避けるべき                 |
| (腰部にかかる負荷の例) | 立って20kgの物を持つ         | 265kg(*2)                                  | 172(*1) - 316kg(*3)                   | 体重・装備など重量計40kgの場合                       |
| (腰部にかかる負荷の例) | 立って20kgの物を持つ         | 360kg(*2)                                  | 236(*1) - 428kg(*3)                   | 体重・装備など重量計60kgの場合                       |
| (腰部にかかる負荷の例) | 立って20kgの物を持つ         | 455kg(*2)                                  | 300(*1) - 540kg(*3)                   | 体重・装備など重量計80kgの場合                       |

### 腰部に負担がかかる動作の回避の遅れ
ナッケムソンは、2つの残された課題に警鐘を鳴らした。
予防
整形外科医の学会などで、整形外科医などに対して、腰部に負担のかかる動作をさせないよう知識を広め予防を働きかける啓蒙活動を求めた。
労働災害制度の抜け道を塞ぐこと
学会と政府などに対して、腰痛を「前の職場で抱えた永久に続く持病」「永久に労働災害保険の支払い対象としない」とする「古い労災保険制度」を温存せず、社会保障制度の抜け道を作らないよう方針転換を強く促した。日本政府は、「腰痛の業務上外の認定基準の検討に関する専門家会議」による議論の結果、1976年10月に腰痛の原因は業務上の作業および姿勢と制度的に認定し、必要な場合は専門医の意見を優先するとし、同一箇所への再発も労災の対象として認定している。

### 痛みの悪循環

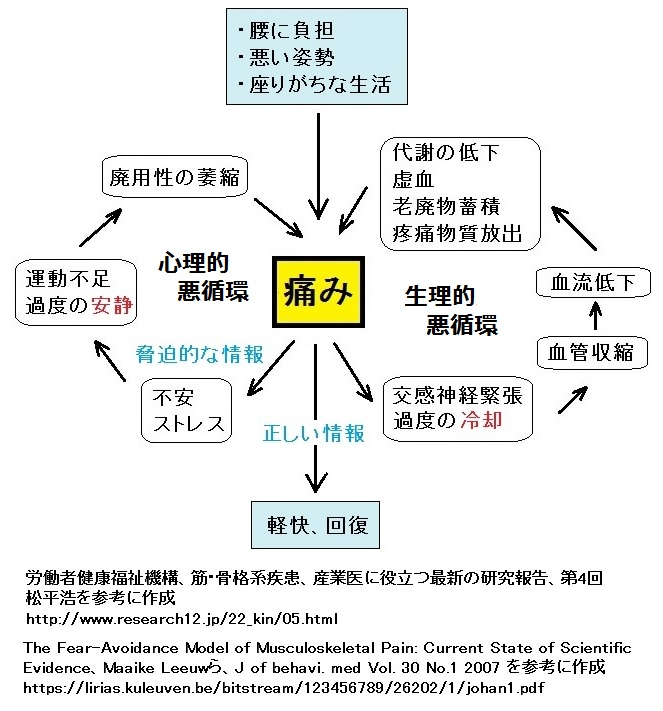
痛みの悪循環

ひとたび腰痛が出現すると、その痛みは、図のような仕組みで悪循環に陥って慢性化することがある。
不安-回避モデルは、精神過程のモデルであり、不安に基づいて回避的行動を行うことにより、慢性的な筋骨格の痛みが生じることを説明するモデルである。1983年に、Lethemらによって提唱された。腰部に痛みを生じるような病変が無いのに、腰部に激しい痛みを感じる仕組みを説明するモデルである。
人が腰部に急性の不快感や痛みを感じて、回避的行動によりその不快感や痛みを一時的に止めたとする。得られた無痛の状態は、この回避行動を強化する。そして、正のフィードバックがかかり、腰部の異常に敏感になり、痛みを感じる閾値は引き下げられ、不快な刺激を除去するための回避行動は強化される。もし人が、痛みを不安なものではないと判断したり、一時的なものに過ぎないと判断するならば、痛みを引き起こした状況は正しく認識され、急性の痛みは治まる。
回避的行動は、本来は健全なものであり、人が傷つくことを防ぐためのものである。しかし、急性の局所病変が治癒した後にも、人の活動を妨げるのであれば、それは有害なものになる。腰部に敏感になって体の動きが制限されると、組織の正常な機能が障害され、身体や精神に悪影響が及ぶ。もし、回避行動が強化されなくなれば、正のフィードバックによる悪循環から離脱できる。それには、まずこの仕組みの存在に気づき、次に自分の不安に直面し、さらに不安と回避行動に打ち勝つように練習する必要がある。例えば、体を少しずつ動かして「体を動かしても大丈夫。腰痛は怖くない」と何度も確認することが必要である。
1993年にWaddellらは、「不安-回避の思い込み質問紙」を作成した。この質問紙を用いた研究によれば、体を動かすことについての不安-回避の思い込みの有無は、労働の損失と強く相関していた。

## 診断

### レッド・フラッグ（危険な徴候）
| レッド・フラッグ                 | 可能性のある疾患 |
| -------------------------------- | ---------------- |
| がんの既往                       | がん             |
| 原因不明の体重減少               | がん             |
| 膀胱や消化管がコントロール困難   | 馬尾症候群       |
| 筋力のかなりの低下、感覚障害     | 馬尾症候群       |
| 臀部の感覚消失 (サドル麻痺)      | 馬尾症候群       |
| 年齢に比べてかなりの外傷         | 骨折             |
| 慢性的なステロイドの使用         | 骨折             |
| 骨粗しょう症                     | 骨折             |
| 過去の腰部手術の部位に激しい痛み | 感染             |
| 発熱                             | 感染             |
| 尿路感染                         | 感染             |
| 免疫抑制                         | 感染             |
| 静脈内への薬物投与               | 感染             |

レッド・フラッグと呼ばれる徴候がある場合、重篤な疾患があるかもしれないのでさらに検査を行うことが必要である。重篤な疾患があれば、直ちに治療が必要だったり、特別の治療を必要とする可能性がある。しかし、レッド・フラッグの徴候があるからといって、必ず重篤な疾患があるというわけではない。重篤な疾患がある可能性があるというだけで、レッドフラッグを持つたいていの人は、大きな問題を持っていない。もし、レッド・フラッグの徴候が全く無いのであれば、症状出現後4週間以内に、画像診断検査を行ったり、臨床検査を行うことは、有用でないことが示されている。
多くのレッド・フラッグの有用性は、エビデンスによれば、あまり支持されない。骨折を見つけるための最も良い手がかりは、高齢の年齢・ステロイドの使用、皮膚に跡を残すようなかなりの外傷などである。がんを見つけるための最も良い手がかりは、その人の病歴である。
他の原因を除外できたのであれば、非特異的な腰痛を持つ人は、通常は、原因をはっきり特定すること無く、対症的に治療される。抑うつや薬物濫用など、診断を複雑にする要因を明らかにする努力や、保険の支払いに関する議論は、役に立つ可能性がある。
日本のガイドラインでは、次の状態を危険信号としている。
- 発症年齢が20歳未満、または50歳以上
- 時間や活動性に関係の無い腰痛
- 胸部痛
- がん、ステロイド治療、HIV感染の既往
- 栄養不良
- 体重減少
- 広範囲に及ぶ神経症状
- 構築性脊柱変形（円背など）
- 発熱

### 各国のガイドラインが共通して推奨する事項
- 診断的トリアージを行うこと（非特異的腰痛、神経根症候群、その他の重症疾患を鑑別すること）[42]
- レッド・フラッグを用いて、重症疾患をスクリーニングすること
- 神経学的なスクリーニングのために、診察を行うこと（下肢伸展挙上検査を含む）
- もし改善しないのなら、精神的な要因を考慮すること（イエロー・フラッグ）
- 非特異的腰痛に対して、ルーチンの画像検査は必要ないこと

### 検査
| 下肢伸展挙上検査は、椎間板に由来する腰痛を診断することができる。この検査で陽性の場合は、MRIのような画像診断を行えば、腰痛に関係する椎間板の詳細を明らかにすることができる。（図は、L4-L5の椎間板ヘルニアを示している） |  | 下肢伸展挙上検査は、椎間板に由来する腰痛を診断することができる。この検査で陽性の場合は、MRIのような画像診断を行えば、腰痛に関係する椎間板の詳細を明らかにすることができる。（図は、L4-L5の椎間板ヘルニアを示している） |
| 下肢伸展挙上検査は、椎間板に由来する腰痛を診断することができる。この検査で陽性の場合は、MRIのような画像診断を行えば、腰痛に関係する椎間板の詳細を明らかにすることができる。（図は、L4-L5の椎間板ヘルニアを示している） |  | |

レッド・フラッグの症状がある場合や、改善しない神経学的な症状が続く場合や、悪化する痛みがある場合には、画像検査を行うのが望ましい。特に、がんや感染や馬尾症候群が疑われる場合には、早期にMRIまたはCTの検査を行うことが推奨される。椎間板の疾患を見つけるのには、CTよりMRIの方がやや優れている。脊柱管狭窄症を診断するには、両者ともに有用である。また2、3の身体的な検査が有用である。椎間板ヘルニアでは、たいてい下肢伸展挙上検査が陽性となる。
腰部椎間板造影検査は、高度な腰痛が持続する場合に、痛みの原因となる椎間板を見つけるのに有用であろう。同様に、神経ブロックのような治療的手技が、痛みの場所を突き止める目的で使用されることがある。このように、椎間関節注射、変形硬膜外注射、仙腸関節注射を、診断的な検査として使用することを支持するいくつかのエビデンスがある。その他の身体的検査、例えば側彎症の身体検査、筋力低下の検査、神経反射の減弱の検査などは、ほとんど使用されない。
腰痛の訴えは、人が医療機関を訪れる最も多い理由のうちの一つである。多くの場合、痛みは、2、3週間しか続かずに、ひとりでに消えるように見える。医学学会のアドバイスによれば、もし、現病歴と診察所見が、腰痛の原因となる特定の疾患の存在を示唆しないのならば、エックス線写真やCT検査やMRI検査は不要である。患者は、CTやMRIによる画像検査を望むこともあるが、レッドフラッグの症状が無いのであれば、そうした検査は不必要である。ルーチンの画像検査は、コストがかかり、症状を改善させる効果の無い外科手術を受ける可能性が強くなり、浴びる放射線が体に悪影響を及ぼす。痛みの原因を特定できるのは、画像診断の1%以下に過ぎない。画像検査は、害の無い異常を見つけて、必要のない別の検査をさらに受けるように患者を仕向け、患者を不安にする。しかし、そうは言うものの、米国のメディケアの統計によれば、1994年から2006年までに、腰部MRI検査の件数は、300%以上、増加した。

## 非特異的腰痛の治療
|                                       | 腰痛の期間                       | 急性 (4週未満) | 亜急性・慢性 (4週以上) |
| ------------------------------------- | -------------------------------- | -------------- | ---------------------- |
| セルフケア                            | 活動性を保つようアドバイス       | Yes            | Yes                    |
| セルフケア                            | 書籍、パンフレット               | Yes            | Yes                    |
| セルフケア                            | 皮膚表面から温める               | Yes            |                        |
| 薬物療法                              | アセトアミノフェン               | Yes            | Yes                    |
| 薬物療法                              | NSAIDs                           | Yes            | Yes                    |
| 薬物療法                              | 骨格筋弛緩薬                     | Yes            |                        |
| 薬物療法                              | 三環系抗うつ薬（TCA）            |                | Yes                    |
| 薬物療法                              | ベンゾジアゼピン類               | Yes            | Yes                    |
| 薬物療法                              | トラマドール、オピオイド         | Yes            | Yes                    |
| 非薬物療法                            | 脊柱操作                         | Yes            | Yes                    |
| 非薬物療法                            | 運動療法                         |                | Yes                    |
| 非薬物療法                            | マッサージ                       |                | Yes                    |
| 非薬物療法                            | 鍼                               |                | Yes                    |
| 非薬物療法                            | ヨガ                             |                | Yes                    |
| 非薬物療法                            | 認知行動療法                     |                | Yes                    |
| 非薬物療法                            | プログレッシブリラクゼーション   |                | Yes                    |
| 非薬物療法                            | 集中的な集学的リハビリテーション |                | Yes                    |
| ※ エビデンスグレードB以上のものを提示 |                                  |                |                        |

2017年の米国内科学会ガイドラインにおいては、患者の大半は治療とは関係なく回復するとされる。そのため第一選択肢は非薬物療法が推奨される。
セルフケアおよび患者教育（情報提供）も重要である。「体の活動性を維持し、運動を行い、あまり休まずに、仕事を続けるように」とアドバイスを受けると、腰痛の予後は改善する。正しい情報を与え安心させると予後は改善し、怖がらせて不安を与えると予後は悪化する。「Know pain, or no gain」（痛みについて学べ。そうしなければ進展は無い）という標語がある。

### 活動障害の場合

#### 運動療法
痛みと平行して運動を行う。安静は必ずしも有効な治療法とはいえない。脳から末梢へ下行性の抑制が働くので、運動により痛み自体が改善する。運動には抑うつ作用もある。運動には、ストレッチ（関節可動域訓練）、ヨガ（バランス訓練）、筋肉トレーニング（筋力増強訓練）、正しい姿勢保持、有酸素運動がある。腰痛では、腹筋と背筋を鍛える。運動の効果は、各国の全ての腰痛ガイドラインで最も高いエビデンスがあるとされている。ニューヨーク大学整形外科では、痛みがひどくない限り、歩くことを勧めている。歩けば、脳は歩くことに集中するので、精神的苦痛や悩みから解放され、痛みが和らぐ。また、座りがちな悪い姿勢（背骨はC字型）から、立位の良い姿勢（背骨はS字型）となる。

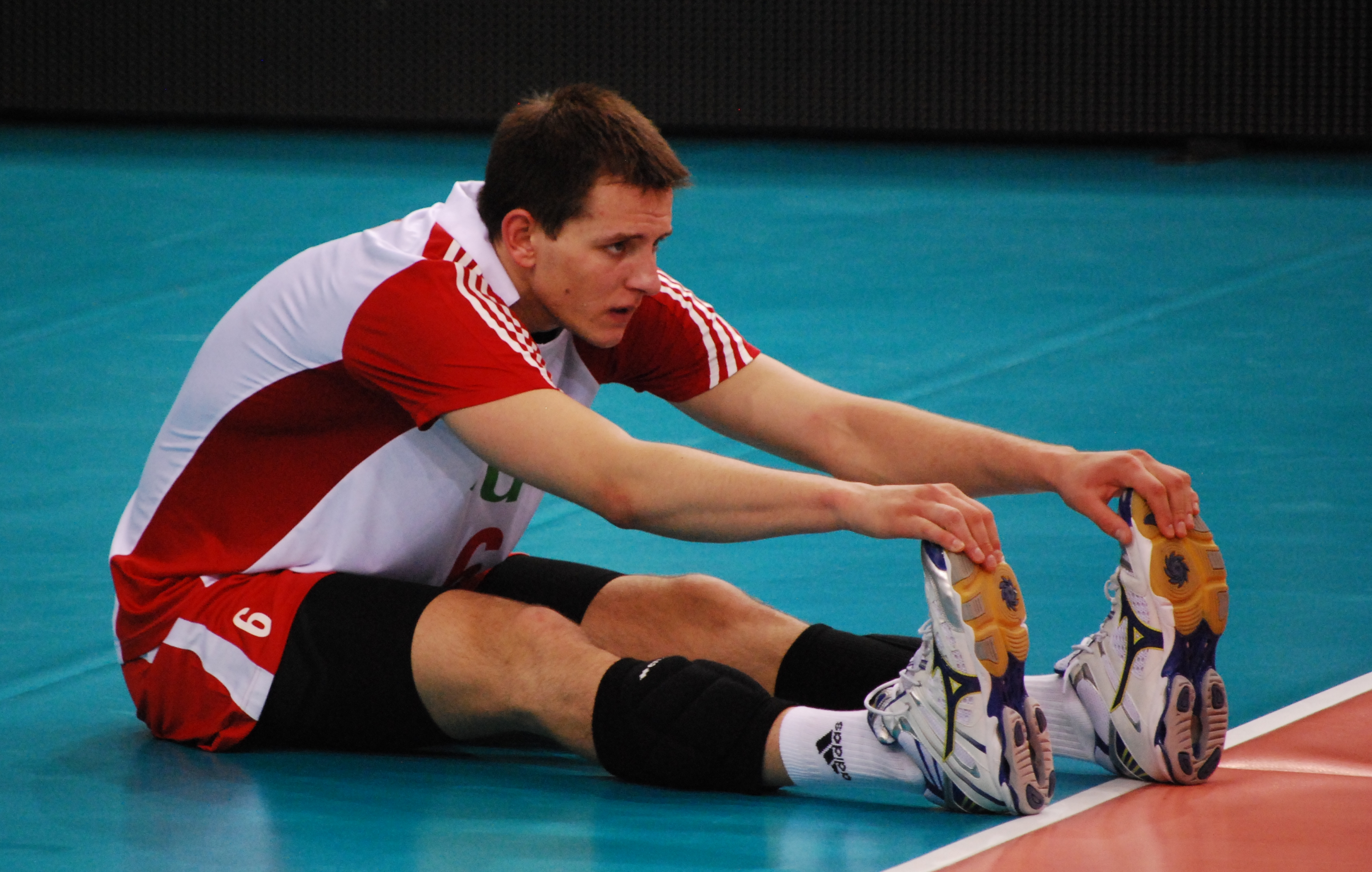
ストレッチ

支持療法（コルセット、腰ベルト）は推奨されない。WHOの腰痛イニシアティブは、次のように述べている。「コルセットを長期に使用すると、骨粗鬆症を出現させ、腹部の筋肉を弱体化させる。痛みを我慢できるようになったら、直ちにコルセットを外さなければならない」。英国国立医療技術評価機構は、次のように述べている。「（腰の支持器具が）非特異的腰痛の治療に役立つというエビデンスはほとんど無いので、国民保健サービスNHSの治療として提供されるべきでない」。ヨーロッパ委員会は、腰の支持器具を、非特異的腰痛の治療に用いることを、推奨していない。また下記のように、米国内科学会ガイドラインも推奨していない。
急性腰痛に対して痛みに応じて活動性を維持することは、ベッド上安静よりも疼痛を軽減し、機能を回復させるのに有効である。職業性腰痛に対しても、痛みに応じて活動性を維持することは、より早い痛みの改善につながり、休業期間の短縮とその後の再発予防にも効果的である。各国の急性腰痛ガイドラインで、安静を推奨するものは、見当たらない。

#### ぎっくり腰のような姿勢に起因する急な激しい痛み
かつては、対処法として、最初に患部を冷やすことが肝心であると考えられていた。「冷やすことで炎症の亢進を抑えて疾患の拡大（腫れ・疼痛）を出来るだけ小さくするための処置であるので、可能な限り早く冷やした方が治療効果も高く痛みも少ない」と考えられた。
急性期を過ぎた後は、出来るだけゆっくりと温めて血流を良くすると筋の復帰も早い。腹圧を上げる為のコルセット着用が行われることがある。下肢の痺れ・感覚鈍麻・歩行困難等が顕れるような場合は、椎間板ヘルニア等による神経圧迫の恐れもある為に病院の診察が必要である。

#### 温熱療法
温熱療法はプラセボと比較して、痛みおよび障害日数を短縮させることが明らかになっている。
一方で腰痛への寒冷療法は推奨されない。根拠は存在せず、寒冷障害により、急性腰痛は遷延して悪化し、慢性腰痛となる（痛みの悪循環）。寒冷療法は、日本では広く行われていた。痛みを伝える神経は、冷やされて機能低下が起こり、痛みをあまり伝えなくなる。また冷却により炎症反応が押さえ込まれと、局所の浮腫は改善し、浮腫による神経圧迫が改善し、当面の痛みは減る。しかし、急性腰痛は、原因不明ではあっても、元来はself-limited で予後の良い疾患である。炎症反応などは正常の防衛反応であり、そうした正常の修復過程を妨害しない方が良い場合がある。寒冷により、血管は収縮し、血流は低下し、虚血を引き起こし、体の組織は正常の機能が果たせなくなる。そして、さらに痛み物質が放出される。

#### 薬物治療
腰痛の治療として、薬が有効な場合の薬物治療がある。腰痛が最初に起こった時の患者の望みは、痛みが完全に無くなることである。しかし、慢性腰痛の場合には、治療の目標は、痛みをコントロールして機能を可能な限り回復させることに変わる。痛みへの薬物治療は、いくばくかの効果があるに過ぎないので、薬への期待は、現実に直面して、満足度が下がる場合がある。
通常、最初に推奨されるのは、アセトアミノフェンや非ステロイド性抗炎症薬（NSAIDs）である。たいていの人にはそれで充分である。アセトアミノフェンは標準的な使用量では非常に安全である。しかし、過量に使用すると肝障害を引き起こし、極端な過量では死亡することもある。NSAIDsは急性腰痛に対してアセトアミノフェンよりもう少し効果があるが、より大きな副作用の危険性がある。例えば、腎不全、胃潰瘍、心疾患などを起こす恐れがある。この理由からNSAIDsはアセトアミノフェンに続いて、二番目に推奨する薬剤となっており、アセトアミノフェンでは効かない場合に限って投与される。NSAIDsにはいくつかの種類があるが、効果を考える時に、COX-2阻害薬の方が、非ステロイド性抗炎症薬の内のその他の薬よりも良いとするエビデンスは全く無い。安全性の観点から、ナプロキセンが良いかもしれない。ナプロキセンは、例えば消化性潰瘍や血小板減少症のある人などには適さない。2015年のある研究は、アセトアミノフェンには効果が無いと述べている。筋弛緩薬は有効かもしれない。
痛みが充分に引かない場合には、モルヒネのようなオピオイドの短期間の使用が有効かもしれない。日本では弱オピオイドが使われる。オピオイドを使用すると依存症になるリスクがあり、また、他の薬剤と負の相互作用があるかもしれない。また、めまい、吐き気、便秘などの副作用が起きるリスクが大きい。オピオイドは、急性の重篤な痛みが多くのトラブルを起こす場合に、短期間だけ使用するのが適切であろう。専門家の集団は、慢性腰痛に対して、オピオイドを漫然と長期間使用すべきでないとアドバイスしている。
慢性腰痛を持つ年長の人々に、糖尿病や胃病変や心疾患など、NSAIDsを使用すると大きいリスクが伴う場合に、オピオイドが使われるかもしれない。また、神経病的な痛みがある人の内の特定の人々に、オピオイドは役に立つかもしれない。
抗うつ剤は、抑うつ症状のある慢性腰痛の患者に効果があるかもしれない。しかし、副作用の危険がある。米国内科学会ガイドラインでは薬物療法の第二選択肢として、デュロキセチンを挙げている。抗痙攣薬のガバペンチンとカルバマゼピンは、慢性腰痛に対して時々使用されるが、これらは、坐骨神経痛を改善させるかもしれないが、不十分なエビデンスしかない。ステロイド剤の経口的全身的投与は、腰痛には適していない。椎間関節への注射や、椎間板へのステロイド注射は、慢性的な非神経根性疼痛には効果が無いが、それらは、坐骨神経の疼痛には考慮されるかもしれない。硬膜外へのステロイド注射は、坐骨神経痛に対して、わずかな、ごく短期間の改善をもたらすが、長期的な利点は無い。それらは、副作用を伴う危険がある。

#### ペインクリニックによる神経ブロック
例えば椎間関節注射については、次の通りである。硬膜外注射やトリガーポイント注射についても、同様である。
- WHO：椎間関節への注射は、鎮痛や機能改善の点で効果が認められない。椎間関節への注射は、感染、出血、神経損傷、化学的髄膜炎の原因となる。エックス線透視下で行えば、放射線被爆がおきる[65]。
- European Committee：非特異的腰痛に対して、椎間関節腔にステロイドを注入することや、椎間関節の神経ブロックを行うことを、我々は推奨できない。[66]
  - 椎間関節に由来する疼痛の有病率は、8%から94%まで、サンプルサイズや著者の信念によって変化する。
  - 椎間神経ブロックには、非常に大きいプラセーボ効果がある。
  - 効く仕組みが不明である。ステロイドの消炎作用かもしれないし、関節腔に液体を入れる効果かもしれないし、関節包に穴を開ける効果かもしれない。
- 英国NICE：国民保健サービス(NHS)では、次のような治療を受けてはならない。なぜなら、次のような治療は、非特異的な腰痛の治療に役に立つというエビデンスがほとんど無いからである。（このリストの中に「背中への注射」という項目あり）[67]。
- エールリック教授（Dr. George E. Ehrlich, MD）：ステロイドまたは麻酔薬を注入する様々な注射は、せいぜいプラセーボ効果しかなく、やめるべきである[68]。
- 日本ペインクリニック学会:椎間関節注射は、効果がありエビデンスもある[69]。

#### 手術
椎間板ヘルニアが、足に放散する強い痛みを引き起こし、あるいは足を衰弱させ、あるいは膀胱のトラブルを引き起こし、あるいは膀胱のコントロールを困難にするようなら、手術は有用かもしれない。また、脊柱管狭窄症のある人には、手術は有用かもしれない。もし、これらの問題が無いのなら、手術を受けることによって利益を得られる明瞭なエビデンスは無い。
椎間板切除術（足への痛みを起こす椎間板を部分的に切除すること）は、非手術治療に比べて早く痛みの除去をもたらすことができる。椎間板切除術は、1年後には、より良い結果をもたらすことができるが、4年後、10年後には、非手術療法との差は無くなる。
より侵襲度の低いマイクロ椎間板切除術は、通常の椎間板切除術と比較して、同じような結果をもたらすだけである。その他の状況では、たいていの場合、手術を推奨すべきようなエビデンスは無い。椎間板の変性疾患に対する手術の長期的な効果は、不明瞭である。侵襲のより少ない外科的な治療は、回復までの時間を短縮するが、効果についてのエビデンスは、不充分である。
脊椎融合手術は、椎間板の変性によって腰に限局した痛みを持つ人に対して行われる。この手術を支持するエビデンスがある。この手術の効果は、熱心な身体的治療を行うのと同じくらいであり、非外科的治療を少しだけ行うより多少良いくらいである。
脊椎融合手術は、脊椎すべり症の人が、保存的治療を受けても改善しなかったような場合に考慮されるが、この手術を受けて良い結果を得た人はごく少ない。
脊椎を融合させる手術の術式が、数多く提案されているが、他より優れているというエビデンスのある術式は無い。脊椎を融合させる間は、脊椎を固定する器具を脊椎に装着する。この処置はリスクを高めるが、痛みや機能低下には、何の効果ももたらさない。

#### 鍼灸による治療
腰痛は肩こりと並び、鍼灸治療により著効を表すことがある。腰部の腎兪穴、大腸兪穴、志室穴などの施術のほか、膝の後ろにある委中穴の鍼や、足の照海穴、さらに体調を整える目的で、背部や腹部の経穴を用い腰痛を緩和する代替医療である。諸外国の腰痛診療ガイドラインは、慢性腰痛について、鍼の効果を認めている。WHOも認めている。オピオイド様の不安定な弱い効果がある。健康保険による鍼灸治療が可能であるが、保険治療は地域によっては医師の同意書を必要とする。

### 感染症・腫瘍の場合
脊椎脊髄専門医の早期受診が望ましい。長期間放置すると、手遅れとなり回復困難となることもある。

### 腰痛のある時の体の管理
体の一般的な活動度を上げることが推奨される。ただし、それを急性腰痛の痛みや障害に対して行った場合には、明瞭な効果は認められない。急性の腰痛に対しては、歩くことが、低度ないし中等度の質のエビデンスで推奨される。マッケンジー法による治療は、再発性の急性腰痛には、いくぶん効果があるが、短期的な効果は認められない。温熱療法を、急性腰痛や亜急性腰痛に使用するエビデンスは、多少はあるかもしれないが、温熱療法や寒冷療法を、慢性腰痛に使用するエビデンスは、ほとんど無い。背バンドが、労働の病欠日数を減らすという弱いエビデンスがあるが、背バンドが、疼痛を減らすというエビデンスは無い。超音波や衝撃波による治療は、効果が無いので、推奨できない。
運動療法は、慢性腰痛の痛みを減らし、機能を回復させる上で効果がある。運動療法は、運動プログラムを完了させた6ヵ月後の腰痛再発率を減らし、長期的な機能の改善をもたらす。ある特定の運動プログラムが、他の運動プログラムより優れているというエビデンスは無い。アレキサンダー法は、慢性腰痛に有用である。ヨガも有用である可能性がある。経皮的な神経刺激は、慢性腰痛に対しては、効果が認められない。腰痛の治療として、靴の中に中敷を入れることは、効果がはっきりしない。あまり侵襲のない末梢神経刺激は、他の療法では効果がない慢性腰痛には有用かもしれないが、エビデンスは不明瞭であり、また、足へ放散する痛みには効果が無い。

## 予後
全般的に言えば、急性腰痛の予後は良好である。痛みと機能障害は、たいてい、最初の6週以内に大幅に改善する。完全に回復する人は、全体の40%から90%に上る。大半の人では、1年後の時点で、痛みと機能障害のレベルは、少ない - 最小限である。6週間経っても症状のある人では、回復は次第に遅くなり、1年が経過しても、回復はわずかである。急性腰痛が起きた後の長期的な予後を左右する要因は、苦痛の度合い、以前の腰痛の経験、仕事の満足度である。うつ病、仕事を失った不幸などの精神的な問題があると、腰痛は長引くことがある。
最初の腰痛が起きた後で、半数以上の人では、腰痛の再発が起きる。再発した腰痛においても、短期的な予後は良好である。最初の6週間は大きく改善するが、それ以後の回復はわずかである。慢性腰痛のある人は、1年後にも、中等度の痛みと機能障害を持ち続けることが多い。腰痛による長期的な機能障害を持つようになるリスクが高いのは、腰痛とうまく付き合うことが下手な人や、体を動かすことを恐れる人（1年後の時点で、2.5倍も多く機能障害を持つ）や、機能的な障害のある人や、全般的な健康度が低い人や、痛みに精神的・心理的な要素がある人（Waddell徴候）である。
日本のガイドライン「外来診療」によれば、次の通りである。
- 神経学的に異常所見が無く、画像所見に異常がなければ、3日から1週間程度で腰痛は軽快する[90]。
- 1 - 2週間で軽快しない場合は、原因検索が必要で、再検査が必要となる。
- なるべく日常生活を続け、早期に職場に復帰した方が、腰痛は遷延化しにくい[90]。

米国ハーバード大学のLandon 教授は次のように述べている。「非特異的腰痛では、大半の場合に3ヶ月以内に痛みは自然に収まる。画像検査や薬物注入や手術を行っても、長期予後は少しも変わらない。それらは、腰で起きていることに、ほとんど影響を与えない。それどころか事態を悪化させている可能性がある」
WHOの「腰痛イニシアティブ」は、次のように述べている。
「非特異的腰痛では、大多数のケースでは、症状は2、3週間以内に終息する。どのような治療を行っても、あるいは全く行わなくても、腰痛は自然に治まる。しかし、ひとたび腰痛が慢性化すると、効果のある治療法は、ほとんど無くなる。それで、腰痛の慢性化を防ぐことが、治療の主な目的となる。運動プログラムは、腰痛のある期間を短くし、生活の質を向上させる。ステロイドは、経口でも非経口でも硬膜外注入でも、使用する利点は無い。椎間関節への薬物注入は、ほとんど役に立たない」

## 予防

### 患者教育
|                |                        | 腰痛予防となる生活習慣の例                                                                                                   | 腰痛の起きやすい生活習慣の例                        |
| -------------- | ---------------------- | --- | --------------------------------------------------- |
| 姿勢に注意     | 前かがみを避ける       | 作業姿勢を工夫 | 前かがみ、中腰、前傾姿勢                            |
| 姿勢に注意     | 同じ姿勢を長く続けない | 屈伸などその場でできる軽い運動をする                                                                                         | 毎日2 - 3時間車を運転するなど、同じ姿勢を長く続ける |
| 姿勢に注意     | 良い姿勢               | 両足を揃えて椅子に座る（椅子の高さを足がつく高さにする、背もたれに座布団やクッションを置く）、いつも同じ側でかばんを持たない | 脚を組んで椅子に座るなど、姿勢が悪い                |
| 疲れをためない | 規則正しい生活         | 定時退社、家へまっすぐ帰る                                                                                                   | 残業などで、疲れをためる                            |
| 疲れをためない | 朝食はしっかり         | 暖かいものを栄養バランス良く                                                                                                 | 朝食抜き、朝食が少ない、油もの・生野菜・果物        |
| 疲れをためない | 運動は適度に           | 軽い運動 | 激しい運動などで、疲れをためる                      |
| 疲れをためない | 靴                     | 適切な大きさの靴 | 足に合わない靴を無理をして履いている                |
| 疲れをためない | 寝具                   | 敷布団は固すぎず、やわらかすぎないもの                                                                                       | 腰が沈み込む寝具                                    |
| 疲れをためない | 十分な睡眠             | 規則正しい睡眠 | 睡眠不足                                            |
| 体を冷やさない | 空気を冷やさない       | 適度な空調 | きつすぎる冷房                                      |
| 体を冷やさない | 暖かい食事             | 暖かいものを栄養バランス良く                                                                                                 | 油もの・生野菜・果物                                |
| 体を冷やさない | 太陽光                 | 日光浴 |                                                     |
| 体を冷やさない | 入浴                   | 風呂に肩まで入ってゆっくり体を温める                                                                                         | 半身浴                                              |
| 体を冷やさない | 寝具(冬）              | 湯たんぽ | 電器毛布をつけたまま寝る                            |
| 体を冷やさない | 衣類(冬）              | 吸湿発熱性のある新素材、ウール。マフラー、ハイネック、ズボン                                                                 | スカート、きつい肌着                                |

### 運動による腰痛予防法
運動療法は腰痛の発症予防に有効である。職業性腰痛では、腰痛発症後も活動性の維持や仕事内容の変更などでなるべく早く復職することにより、腰痛の遷延や身体障害の発生が予防され、病休の長期化を防ぐ。
上記で書いたように筋肉が原因の緊張製腰痛に対しては、腰の筋肉である腹筋と背筋を鍛えることにより予防を見込める。
長時間同じ姿勢で過ごす事の多い人は、運動や体操で腰痛予防を心掛けることが望ましい。
運動不足（腹筋が弱すぎ、腹筋に比べて背筋が弱い）、過度の運動（腰椎分離症になる恐れ）は回避する。
体の前屈
これは背筋とスネの裏側の筋肉のストレッチになる。できる範囲での前屈で良いが、膝は曲げないこと。
背筋の訓練
両手で両膝を抱え、できるだけ胸に引き付ける。足先を開いたほうが楽にできるはず。引き付けは無理のない範囲で。
腹筋訓練
上半身を起こす運動だが膝を曲げて行うのがポイント。足先を固定しても構わない。腰痛のある人は頭を持ち上げるだけにする。
背筋の強化運動
うつ伏せから上半身を起こして胸を反らせる。既に腰痛のある人は頭を持ち上げるだけにする。

## ノーリフティングケア
ノーリフティングケアは、看護師・看護労働者の「押す・引く・持ち上げる・ねじる・運ぶ」といった作業をできるだけ機械に任せるケア方法である。発祥はオーストラリアである。看護師の身体疲労による腰痛訴え率が上がり、離職者が増えて深刻な看護師不足に陥ったことから腰痛予防対策としてスタートした。ノーリフティングケアによって、ケア提供を受ける側は皮膚の損傷がなくなる、移乗時の不快軽減、転落や転倒の危険防止、寝たきりに要る合併症の予防につながり、介護側は痛みや身体負担が軽減する、ケア提供がはっきり提示される利益がある。また政府や経営者側は労災申請や治療費削減、人材不足の解消、統一したケア提供、インシデントの発見が容易になるなどの利点がある。

## 疫学
腰痛が1日以上続いて活動が制限されたというのは、よくある訴えである。世界的には、約40%の人が、一生のうちで一度は腰痛になるのであるが、先進国では約80%の人が一度は腰痛になる。また、どの時点でも、9%から12%の人は、腰痛の症状を持っている。また、23.2%の人は、過去1ヶ月間に一度は腰痛があった。腰痛が始まるのは、しばしば20歳から40歳である加齢するに従って、腰痛を持つ人の数は増加し、40歳から80歳では、腰痛は、ありふれた症状となる。
男性と女性とで、どちらが腰痛を持つ率が高いかについては、明瞭ではない。2012年のある研究では、男性の有病率が9.6%であったのに対して、女性の有病率は8.7%であった。2012年の別の研究では、女性の有病率の方が、男性の有病率よりも高かったが、その研究者は、女性の有病率が高かった理由について、骨粗しょう症による腰痛、生理痛や妊娠による腰痛、女性の方が腰痛を訴えやすいことなどと考えた。妊娠中に70%の女性は、腰痛を訴える。妊娠している期間が長くなるほど、腰痛の有病率は高くなる。現在の喫煙者、特に思春期の喫煙者は、禁煙した人より、腰痛の有病率は高い。また、禁煙した人は、タバコを全く吸わない人より有病率は高い。

### 各国の有病率
国・地域によって、生活習慣が異なっても、腰痛の罹患率は比較的一定である。WHOは「腰痛の罹患率や有病率は、世界の至る所でほぼ一定である。腰痛は、世界中で、休業する原因の筆頭である」と述べている。ただし、現在も狩猟採集生活を行うタンザニアのハザ族Hadzaの人は、毎日20km以上を歩くが、木から落ちて腰部を打撲するなどの急性腰痛の人はいるものの、慢性腰痛の人はいない。
欧州
急性腰痛の原因は姿勢にあるとの1976年のナッケムソンの指摘以降、欧州では就労中・家事労働中などの予防が行われている。2004年の欧州委員会の腰痛診療ガイドラインによれば、ヨーロッパにおける腰痛の生涯罹患率は84%で、有病率は23%である。
アメリカ合衆国
腰痛は米国において医師受診で最も一般的な理由の一つであり、その年間コストは1000億ドルに上ると推定されている。多くの患者の腰痛は、原因を特定できない非特異的腰痛である。この点に関して、ナッケムソンは明確に学会の問題点を指摘している。
日本
厚生労働省による国民生活基礎調査（2015年度）における有訴者率で男の1位、女の2位を占める症状である（男の2位、女の1位は共に肩こり）。また、日本人の8割以上が生涯において腰痛を経験しているとされる。多くの人々は腰痛を訴えているが、画像診断で異常が認められない場合も多い。異常が認められる場合でも、それが腰痛の原因でないこともあり、腰痛患者の8割は原因が特定されていない（非特異的腰痛）。

## 歴史

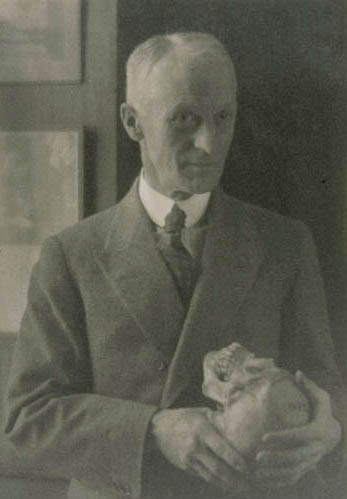
ハーベー・クッシング、1920年代

人類は、銅器時代以来、腰痛と共にあった。外科の論文として最古のものは、紀元前1500年ごろのもので、Edwin Smith Papyrusが、脊椎捻挫を診断するための検査について述べている。ヒポクラテス（紀元前460年-同370年）は、最初に坐骨神経痛や腰痛という言葉を使った。また、2世紀の中ごろから終盤にかけて活躍したガレンは、腰痛の概念についてやや詳しく記載した。人類の最初の千年の終わりごろまでは、医者は、背中の手術を試みることは無く、注意深く観察して待つように患者に勧めた。中世を通じて、実地医家は、腰痛は精神から生じるものと考えて医療を行った。
20世紀の初めには、医者は、腰痛が神経の炎症や神経のダメージによって生じると考えた。その当時の医学論文には、神経炎や神経痛という言葉がよく出てくる。しかし20世紀の終わりごろには、腰痛がそのようにして起きるという考えを支持する人は少なくなった。20世紀の初めに、アメリカの脳神経外科医のハーベー・クッシングは、腰痛の外科的治療が世間に受容されることに貢献した。1920年代から1930年代にかけて、腰痛の原因について、新しい考え方が現れた。医師たちは、神経系と精神的要因の組み合わせによって腰痛が生じるという考えを提案した。例えば、神経の弱さ（神経衰弱）や女性のヒステリーである。筋肉のリウマチ（現在は結合組織炎と呼ばれる）も、論文中に出てくる頻度が増した。
エックス線写真のような新しい技術により、医師は診断のための新しい手段を手に入れた。エックス線写真は、あるケースでは、椎間板が腰痛の原因となることを明らかにした。1938年に整形外科医のJoseph S. Barrは、椎間板が関与する坐骨神経痛が、手術により改善したことを報告した。この研究報告によって、1940年代には、腰痛の椎間板モデルが、支配的となり、CTやMRIなどの新しい画像診断の援助を受けて、1980年代の文献の主流となった。その後、椎間板のトラブルは腰痛の原因としては比較的まれであることが研究により明らかとなり、椎間板についての議論は下火となった。その時以来、医者は、多くのケースでは、腰痛の原因は特定されないことに気が付くようになり、また、多くの場合には、治療の有無に関わらず、6週から12週以内に、痛みは治まることに気が付くようになった。

## 腰痛と社会
腰痛は、大きな経済的なコストをもたらす。アメリカ合衆国では、腰痛は、成人が最も多く訴える痛みであり、最も多くの欠勤をもたらす症状であり、救急治療室における筋肉や骨格に関する最も多い訴えである。ある研究によれば、1998年には、腰痛により1年間にかかったコストは、900億ドル（9兆円）であったと計算されており、個人のうち5%の人は、コストの多く (75%) を自己負担している。1990年から2001年の間に、米国における脊椎融合手術については、手術適応に変化は無く、効果が大きいとする新しい証拠も無いのに、手術の件数は、2倍以上に増加した。さらに、米国では、欠勤日数全体の40%は腰痛によるものであり、収入の減少や労働生産性の低下という形でコストを負担している。腰痛は、カナダ、英国、オランダ、スウェーデンでは、米国やドイツよりも、労働力のより大きな損失を引き起こしている。
労働障害の結果としての急性腰痛を経験した労働者は、雇用主からエックス線写真を撮るように言われるかもしれない。他の場合と同じように、レッドフラッグが無いのなら、検査は適応ではない。法的責任についての雇用主の関心は、医学的適応とは異なる。医学的適応が無いのなら、検査を正当化すべきではない。医療提供者が指示しない検査を受けるように患者に仕向けるような法的根拠はあってはならない。

### 労働安全衛生
厚生労働省は1994年（平成6年）に「職場における腰痛予防対策指針」を策定、2013年（平成25年）に現行のものに改訂された。改訂の背景として、2011年（平成23年）に休業4日以上の休業を要する腰痛は職業性疾病の6割を占める4,822件発生していて、このうち業種別では、社会福祉施設が約19%を占めていて、この10年で件数が2.7倍に増加している。他の業種では運輸交通業、小売業での腰痛の発生が多く、全業種計の腰痛発生件数は、10年前と比べて1割程度増加している状況にある。このように、職業性疾病の腰痛予防対策は、労働者の健康確保にとって大きな課題となっていることから、実効ある予防対策を講じることが強く求められている。2023年（令和5年）策定の「第14次労働災害防止計画」においても、腰痛災害は、陸上貨物運送事業、保健衛生業で多発しており、職場復帰まで長い期間がかかるほか、経験年数の短い労働者も被災している旨を指摘し、作業にあった腰痛予防対策を行うことを求めている。
腰痛の発生要因は複数存在することから、単独の予防対策だけでは、また、個別的に各予防対策を行うのでは、腰痛の発生リスクを効果的に軽減することは難しい。したがって、腰痛予防のための労働衛生管理が適正に行われるためには、事業者が各事業場における労働衛生管理体制を整備した上で、3管理（作業管理、作業環境管理、健康管理）と1教育（労働衛生教育）を総合的に実施していくことが重要となる。また、腰痛の発生要因は、多岐に渡るため順次その解消を図っていくことが必要であるほか、作業様態や労働者等の状況と密接に関連し、それらとともに変化していくものである。そのため、職場での腰痛予防対策は、継続的に実施する必要がある。さらに、腰痛の発生要因は、作業によって多種多様であり、腰痛予防対策を進めるに当たっては、それぞれの事業場で実際に行われている作業に潜むリスクを洗い出し、そうした作業とそのリスクに即した取り組みを行う必要がある。
実際にこうした労働衛生管理を行うに当たっては、事業者がトップとしての方針を表明した上で、安全衛生の担当者の役割、責任及び権限を明確することが重要である。また、一定規模以上の事業場では、衛生委員会、総括安全衛生管理者、産業医、衛生管理者等を中心に取り組むこととなる。以上のように対策を進めて行くに当たっては、リスクアセスメントの手法や労働安全衛生マネジメントシステムの考え方を導入することが有効となる。なお、必要に応じ、労働衛生コンサルタント、保健師・看護師、その他労働衛生業務に携わる者等、事業場外部の専門家と連携することも有効である。

#### 通院費・療養期間の保障などについて労災申請する場合
労働災害参照。時効に注意。
在職中の通院の重要性
在職中に一度でも診療を受けた実績がなければ労災・障害年金は申請が難しいので、どんなにつらくても当日中あるいは在職中に、整形外科の労災指定病院で診断を受ける必要がある。但し、職場での発症当日に職場から救急車で緊急入院した場合でも、労災と認定されていないケースがある。
継続的な通院の重要性
労災申請には、会社の証明だけでなく、医師の証明も不可欠である。
職場の環境
労働災害として労災申請する場合、労働基準監督署へ写真を持参して認められたケースもあるので、現場の写真を撮る。
職場の同僚
前任者や同じような業務を行う周囲の人々が労災申請して認められている場合は、比較的スムーズに承認される。

#### 障害が残って障害年金を申請する場合
障害年金は、退職後も、症状が固まり次第申請可能。時効に注意。

#### 損害賠償請求訴訟
損害賠償請求訴訟の場合、雇用者側の不法行為を裁判において立証する必要がある。判例あり（大阪地方裁判所昭和49年（ワ）第879号）。時効に注意。
重いものを扱う労働(建築現場・工場・倉庫・空港・港湾・物流関連など)は、腰痛による労働災害が発生する危険性が非常に高い。このため、腰痛を原因とした正社員の休職・退職にかかるコストを回避しようと、期間工・派遣社員・委託社員・パート・アルバイトなどの非正規労働者が重量物をあつかう業務へ投入されることが多い。この場合、安全でない業務の当然の結果として生じた腰痛にかかるコストも削減しようと、確信犯的に労災申請の妨害がされることもあり問題となっているが、このような場合は民事訴訟で業務上の腰痛であるとの認定を受けることで労災が承認される可能性がある。
リストラ目的や労働組合活動への制裁的人事としてこのような重労働を任命された場合、そもそも現業活動には十分な訓練や修練・熟練・肉体的素養・年齢などの条件が求められる事が多いにもかかわらず本来必要な業務命令を逸脱した配置転換の場合は、パワーハラスメントや不当労働行為に該当する可能性がある。

#### 生活保護
労災申請したが労働基準監督署の確認作業に時間がかかる・労災申請したが認定されないなど、生活に困った場合は、居住地からの立ち退きを要求される前に、速やかに管轄の役所にて生活保護申請すべきである。生活保護制度には、治療費・交通費・医療器具代などが支払われる医療扶助制度がある。生活保護申請においては、仕事を探す意欲があることやボランティアが一緒であることなどが、効果的な場合もある。